# أكمة ذي كراش (السياني)

تعديل مصدري - تعديل

اكمه ذي كراش محلة تابعة لقرية حبيل الكور، التابعة لعزلة الازارق بمديرية السياني إحدى مديريات محافظة إب في الجمهورية اليمنية.، بلغ تعداد سكانها 57 حسب تعداد اليمن لعام 2004.